# 봉대산 분기점
봉대산 분기점(烽臺山分岐點, Bongdaesan Junction, 봉대산JC)은 경기도 고양시 덕양구 도내동에 설치된 평택파주고속도로와 평택파주고속도로 남고양 ~ 봉대산 구간이 만나는 분기점이자 평택파주고속도로 남고양 ~ 봉대산 구간의 종점이다. 2020년 11월 7일에 개통되었다. 평택파주고속도로 파주 방향에서 평택파주고속도로 남고양 ~ 봉대산 구간 고양 방향으로의 진출과 평택파주고속도로 남고양 ~ 봉대산 구간 봉대산 방향에서 평택파주고속도로 평택 방향으로의 진출은 불가능하다.

## 연혁
- 2015년 8월 7일 : 서울문산고속도로 신설을 위해 고양시 도시계획시설 교통광장에 덕양구 도내동 일원을 도내 분기점으로 고시[3]
- 2020년 11월 7일 : 평택파주고속도로 서울 ~ 파주 구간 개통과 함께 봉대산 분기점으로 통행 개시[4]

## 구조물 정보
- 위치 : 경기도 고양시 덕양구 도내동

## 접속하는 노선

### 평택・파주방면
- 평택파주고속도로 (1번)

### 고양방면
- 평택파주고속도로 남고양 ~ 봉대산 구간 (1번)